# Norman Del Mar
Norman René Del Mar (Hampstead, 31 luglio 1919 – Bushey, 6 febbraio 1994) è stato un direttore d'orchestra, cornista e biografo britannico.
Come direttore d'orchestra si specializzò nei compositori dell'ultimo romanticismo, in particolare Edward Elgar, Gustav Mahler e Richard Strauss. Ha lasciato un gran numero di registrazioni di musica britannica, fra le quali opere di Elgar, Ralph Vaughan Williams, Frederick Delius e Benjamin Britten. È anche ricordato per aver eseguito le prime registrazioni dell'orchestra per bambini di Benjamin Britten, Noye's Fludde (L'Arca di Noè) nel 1961.

## Biografia

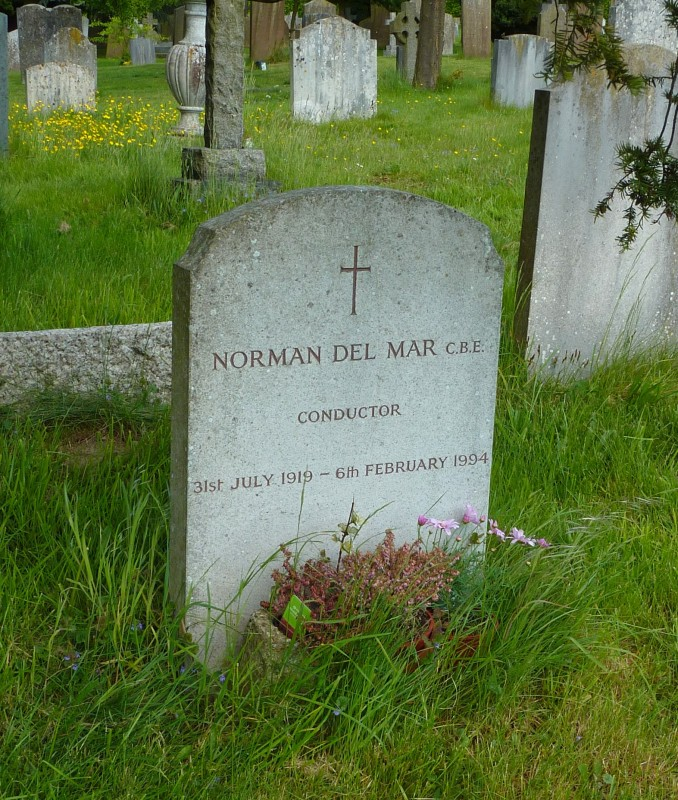
Tomba di Norman Del Mar nel cimitero di St Peter's Church a Limpsfield, nel Surrey.

Del Mar inizia la sua carriera in quanto strumentista, suonando il corno con la Royal Philharmonic Orchestra, creata nel 1946 da Sir Thomas Beecham. Già nei primi mesi d'esistenza dell'orchestra, Beecham nomina Del Mar come assistente direttore. In questo modo, Del Mar fa i primi passi come direttore d'orchestra con la Royal Philharmonic nel 1947.
Nel 1949 Del Mar viene nominato direttore d'orchestra principale dell'English Opera Group, posizione che occuperà fino al 1954. Nel 1952, dirige la BBC Symphony Orchestra per l'opera per la radio di Franz Reizenstein, Anna Kraus. Dopo aver lasciato l'English Opera Group, diviene direttore della Yorkshire Symphony Orchestra (1954), della BBC Scottish Symphony Orchestra (1960–1965) e dell'Aarhus Symfoniorkester (1985–1988). Molto spesso ha diretto per il concerti BBC Proms, fra cui la celebre Last Night in tre occasione: 1973, 1975 et 1983. È stato anche direttore invitato permanente dell'Orchestra sinfonica di Göteborg dal 1969 al 1973 e direttore della Royal Academy of Music fra 1974 e 1977.
È nel 1953 che Del Mar arriva alla facoltà della Guildhall School of Music and Drama, dove dirige l'orchestra della scuola ed insegna direzione fino al 1960. Si sposta quindi nel 1972, al Royal College of Music, dove insegna fino al 1990.
Nel 1976, dirige la creazione mondiale dell'opera di Thomas Wilson, The Confessions of a Justified Sinner, basata su un romanzo di James Hogg.
Oltre alle sue oltre 70 registrazioni, Del Mar è stato durante tuta la sua vita un accanito collezionatore di dischi a 78 giri. I 5 000 dischi della sua collezione privata sono oggi conservati alla Biblioteca Hartley dell'università di Southampton.
Norman Del Mar muore nel 1994, a 74 anni. Lascia due figli: il musicologo Jonathan Del Mar e Robin, violinista della Royal Philharmonic Orchestra.

## Scritti
Norman Del Mar era un'autorità riconosciuta su Richard Strauss e ha scritto tre opere sulla vita del musicista. È stato inoltre autore di alcuni libri sulla conduzione e sulle struttura dell'orchestra sinfonica.
- Anatomy of the Orchestra (ISBN 0520045009)
- Conducting Beethoven Volume 1 : (ISBN 0198162189) ; volume 2 : (ISBN 0-19-816359-2)
- Conducting Berlioz (ISBN 0198165528)
- Conducting Brahms (ISBN 0198163584)
- Conducting Elgar, curato da suo figlio Jonathan Del Mar (ISBN 0198165579)
- Conducting Favourite Concert Pieces (ISBN 0198165587)
- Mahler's sixth symphony : a study (ISBN 090387329X)
- Orchestral variations : confusion and error in the orchestral repertoire (ISBN 0903873370)